# Stephansplatz (Viena)

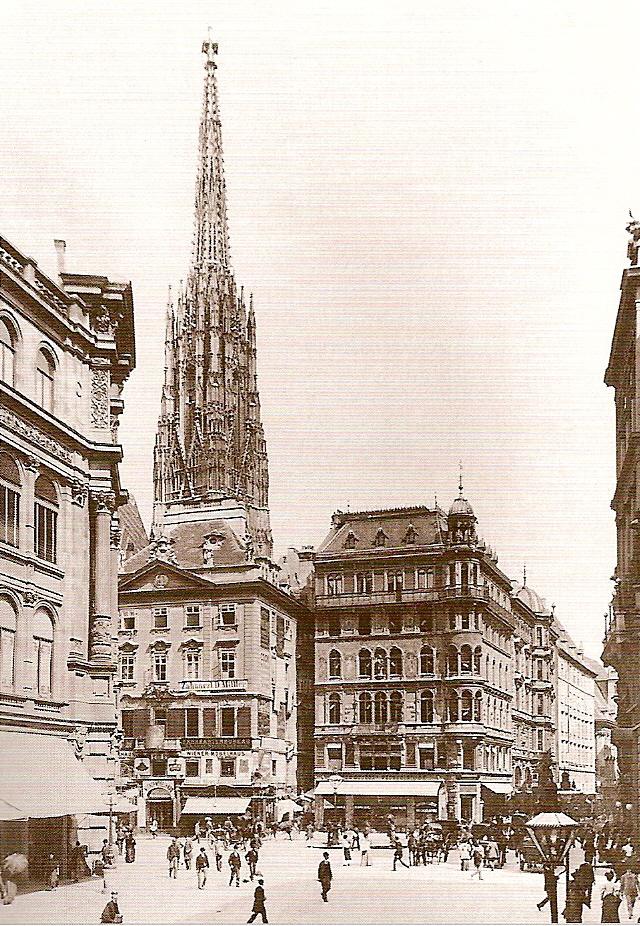
Imagen de la plaza en el año 1895.

La plaza de San Esteban (en alemán: Stephansplatz) es la plaza situada en el centro geográfico de la ciudad de Viena, la capital estatal de Austria.
Fue nombrada así por su más prominente edificio: la catedral de San Esteban (Stephansdom).
Anteriormente al siglo XX, una fila de edificios separaba esta plaza de la plaza "Stock-im-Eisen", pero después de su destrucción el nombre de plaza de San Esteban es usado de manera indiferente en las dos áreas colindanes.
En las calles aledañas, se encuentran los lugares más concurridos para realizar las compras.

## Catedral
Esta imponente catedral de estilo gótico constituye indiscutiblemente el monumento más emblemático de la ciudad de Viena.

## Stock im Eisen

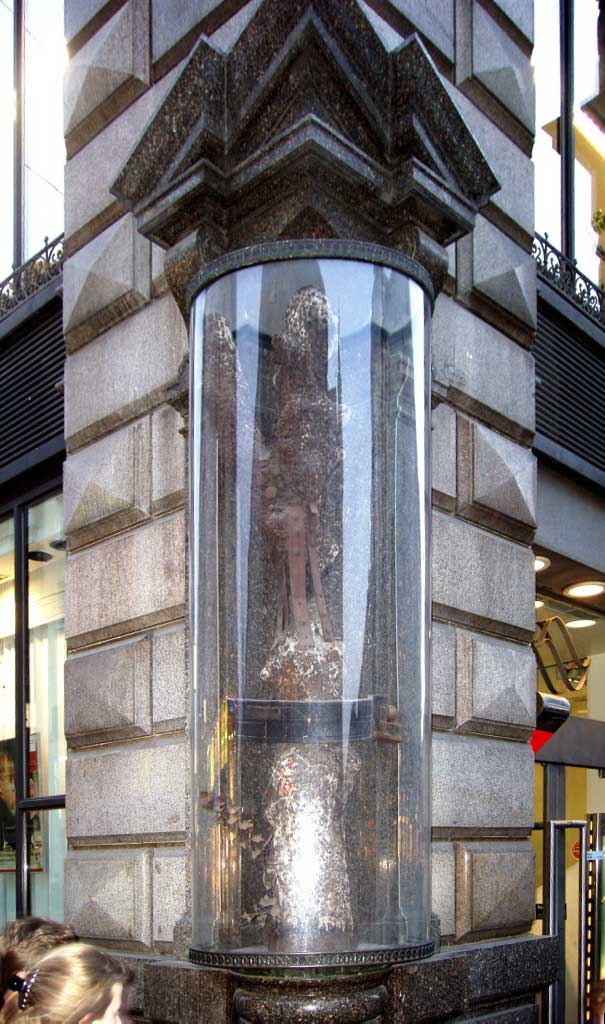
Stock-im-Eisen

La antigua plaza de Stock-im-Eisen está localizada en la esquina con Kärntner Straße y Graben.

## Transportes
Para llegar a la Stephasnplatz se debe coger el Metro de Viena. La parada "Stephansplatz" (líneas U1 y U3) para en la plaza misma.
- Datos: Q701662
- Multimedia: Stephansplatz, Vienna / Q701662